# كالينزانو
 كالينزانو، (بالإنجليزية: Calenzano)‏، (الإيطالية:kalenˈdzaːno)، هي (بلدية) في مدينة فلورنسا متروبوليتان، في توسكانا الإيطالية، وتقع على بعد حوالي 11 كم (7 ميل) شمال غرب فلورنسا. في 31 ديسمبر 2004، كان عدد سكانها 15557 ومساحة 76.9 كيلومتر مربع (29.7 ميل مربع).

## السكان
في سنة 1861 بلغ عدد السكان 5٬762 نسمة، وتطور العدد ليصل في سنة 2011 لـ 16٬637 نسمة.
يظهر هذا المخطط البياني تطور النمو السكاني لـ كالينزانو